# 長池 (富山県)
長池（ながいけ）は、富山県下新川郡朝日町の白馬岳中腹に位置する池。面積は約0.5ha。三国境と呼ばれるピークの地滑りによる堰き止め湖とされる。

## 地理
長池は、完新世初期の三国境西面の西側への地すべりによる堰き止め湖とされる。池の周囲も地滑りによる緩傾斜の平坦地が広がり、この池の名前から取って長池平と呼ばれる。
長池平を始めとする白馬岳北方は、標高や季節風を強く受ける立地から氷河が発達してもおかしくないが、実際はモレーンや迷子石といった氷河遺物が全く見られない。これは、強い偏西風のため積雪が吹き飛ばされ氷河が存在しなかったか、覆っていた氷河が薄かったので侵食力がなく氷食地形や堆積物を残さなかった、あるいは氷河地形が形成されたが解氷後に周氷河斜面や残雪斜面に変化した、の3つの説のいずれかの理由であるとされる。

## 生態
池の周囲は長池平と言われるが、雪田植生に分類され、タカネキンホウゲなどの高山植物の宝庫である。黒薙川開拓者の塚本繁松が雑誌「山岳」の「黒薙川柳又谷」において「恐らく白馬附近ではこの平ほどお花畠の美しい所はなかろう」「数町の間続いてゐる南京小桜など夢ではないかと思はれる程美しかった」と記している。
冠松次郎は武田久吉ら田辺和雄と共に長池に下り池畔で4泊し、池周辺のタカネキンポウゲの群落を目の当たりにしている。
池の水中においては、魚類などの大型生物は特に生息していない。